# Myzia oblongoguttata
Myzia oblongoguttata, позната и као пругаста бубамара је инсект из реда тврдокрилаца (Coleoptera) и породице бубамара (Coccinellidae).

## Опис
Глава је црна позади а бела напред, или црна са великим белим мрљама код очију. Пронотум има велику трапезоидну белу површину са сваке стране. Покрилца су најчешће боје рђе, мада се срећу и окер, црвенкаста и црносмеђа форма. На њима се налазе дугуљасте беле шаре. Дужина широког овалног тела износи 6–8,5 mm, што је чини једном од већих бубамара.

## Распрострањење и станиште
Врста насељава готово целу Европу, одсутна је само из Украјине, Белорусије и Балтичких земаља, као и већине медитеранских острва. У Србији постоји само мали број налаза, и сви су из јужне половине земље.  Живи у четинарским шумама, најчешће на старим боровима или смрчама.

## Рeференце
1. ↑  Linnaeus, C. 1758. Systema Naturae per regna tria naturæ, secundum classes, ordines, genera, species, cum characteribus, differentiis, synonymis, locis, Tomus I. Editio decima, reformata. Holmiæ: impensis direct. Laurentii Salvii. i–ii, 1–824 pp
2. 1 2  Alciphron — врста Myzia oblongoguttata
3. ↑  Nedvĕd Oldřich,  Djurić Milan (2022). Ladybirds of Europe. Serbia/Czechia: HabiProt. ISBN 978-86-912033-4-4.
4. 1 2  Nedvěd, Oldřich (2020). Brouci čeledi slunéčkovití (Coccinellidae) střední Evropy = Ladybird beetles (Coccinellidae) of Central Europe (Vydání 2., upravené изд.). Praha. ISBN 978-80-200-3023-8. OCLC 1200246356.
5. ↑  „PESI portal - Myzia oblongoguttata (Linnaeus, 1758)”. www.eu-nomen.eu. Приступљено 2021-10-13.